# Saint-Gilles (Ille-et-Vilaine)
Saint-Gilles é uma comuna francesa na região administrativa da Bretanha, no departamento de Ille-et-Vilaine. Estende-se por uma área de 20,72 km². Em 2010 a comuna tinha 5 177 habitantes (densidade: 249,9 hab./km²).